# Michael Raelert
Michael Raelert (* 29. August 1980 in Rostock) ist ein deutscher Triathlet und Sieger der Ironman 70.3 World Championships (2009 und 2010) und Ironman 70.3 European Championships (2010, 2012, 2017).

## Werdegang

### Deutscher Meister Triathlon 2005
2005 wurde Michael Raelert am Schliersee Deutscher Meister auf der olympischen Distanz (1,5 km Schwimmen, 40 km Radfahren und 10 km Laufen). Die Jahre 2006 und 2007 waren von gesundheitlichen Problemen überschattet, aber 2008 konnte er den Sieg bei den Deutschen Meisterschaften wiederholen.
Im November 2009 gewann er in Florida die Ironman 70.3 World Championships (1,9 km Schwimmen, 90 km Radfahren und 21,1 km Laufen) und stellte mit seiner Siegerzeit von 3:34:04 h eine neue Weltbestzeit auf der Mitteldistanz ein, die erst im Dezember 2018 vom Norweger Kristian Blummenfelt beim Ironman 70.3 Bahrain unterboten wurde. Sein älterer Bruder Andreas Raelert (* 1976) ist ein ehemaliger Triathlet und hatte hier im Vorjahr den zweiten Rang erreicht. 2010 konnte Michael Raelert seinen Titel in Florida erfolgreich verteidigen.
Michael Raelert startet für das EJOT Team TV Buschhütten. Er lebt in Rostock und studiert Politikwissenschaften sowie Theologie. Er wird von seinem Bruder Andreas trainiert, welchen er seit Jugendzeiten sein größtes Vorbild nennt. Auf der Radstrecke nutzt Michael Raelert Räder des deutschen Fahrradherstellers Cube, nachdem die Zusammenarbeit mit Trek 2010 und mit BMC im Jahr 2014 beendet worden ist.
Raelert zeichnet sich durch konstant starke Leistungen in allen drei Teildisziplinen aus, ist aber insbesondere im Laufabschnitt regelmäßig zu Bestzeiten fähig. Auf der Laufstrecke verwendet er aufgrund des bestehenden Sponsorings Modelle des Herstellers K-Swiss. Dieser lobte im Falle des Belegens der ersten beiden Plätze bei der Ironman World Championship 2011 durch die Raelert-Brüder ein Preisgeld von einer Million Dollar aus.

### Sieger Ironman 70.3 European Championships 2010
Michael Raelert zog seine Startzusage für sein Debüt im Ironman-Triathlon in Frankfurt am Main am 24. Juli 2011 aufgrund einer Beckenverletzung mit muskulären Dysbalancen zurück. Im August erklärte er, verletzungsbedingt auf die Titelverteidigung beim Ironman 70.3 Germany 2011 in Wiesbaden zu verzichten und in diesem Jahr auch nicht auf Hawaii zu starten. Stattdessen strebe er die Verteidigung seines Vorjahressiegs im September in Las Vegas an.
Im Juni 2012 startete er erstmals auf der Ironman-Distanz in Regensburg (3,86 km Schwimmen, 180,2 km Radfahren und 42,195 km Laufen) und belegte den zweiten Rang.

### Sieger Ironman 70.3 European Championships 2012
Im August 2012 gewann er nach 2010 in Wiesbaden erneut die Ironman 70.3 European Championship (1,9 km Schwimmen, 90 km Radfahren und 21,1 km Laufen).
Ende 2013 musste er eine Knieoperation vornehmen lassen und kündigte nach etwa einem Jahr Pause und Regeneration seinen Wiedereinstieg ins Renngeschehen mit einem Start bei der Challenge Walchsee-Kaiserwinkl über die Halbdistanz (1,9 km Schwimmen, 90 km Radfahren und 21 km Laufen) im August 2014 an, wo er den dritten Rang belegte. Nach dem Ironman 70.3 Rügen gewann Michael Raelert weitere vier Ironman 70.3-Rennen sowie im Dezember die Challenge Bahrain, wo er sich das Preisgeld von 100.000 USD sichern konnte.
Im Mai 2016 musste Michael Raelert seinen geplanten Start beim Ironman France wegen einer Erkrankung am Epstein-Barr-Virus absagen.

### Sieger Ironman 70.3 European Championships 2017
Im Juni 2017 gewann er zum dritten Mal die Ironman 70.3 European Championship.
Im August 2019 kollidierte der damals 38-Jährige im schweizerischen St. Moritz bei einer Radausfahrt mit einem Auto und brach sich dabei das Schlüsselbein.
2024 gelang ihm die angestrebte WM-Qualifikation in Warschau beim Ironman 70.3 für Taupo nicht. Bei der zweiten Auflage des Trinale im und um den Boitiner See bei Güstrow siegte Raelert im Viertelfinale, Halbfinale und Finale des Triathlons. Über 250 Meter Schwimmen, 7,6 km Radfahren und 1,7 km Laufen benötigte der zweifache Ironman-70.3-Weltmeister in der ersten Runde 24:08 Minuten, in der zweiten 24:30 Minuten und in der Finalrunde 23:52 Minuten.

## Sportliche Erfolge
| Datum/Jahr    | Rang | Wettbewerb                                       | Austragungsort    | Zeit     | Bemerkung |
| ------------- | ---- | ------------------------------------------------ | ----------------- | -------- | --- |
| 20. Nov. 2022 | 4    | Laguna Phuket Triathlon                          | Phuket            | 02:42:55 | |
| 24. Nov. 2019 | 2    | Laguna Phuket Triathlon                          | Phuket            | 02:22:34 | [ 10 ] |
| 19. Nov. 2017 | 1    | Laguna Phuket Triathlon                          | Phuket            | 02:19:31 | erfolgreiche Titelverteidigung |
| 19. Feb. 2017 | 1    | Bangsaen Triathlon                               | Bangkok           |          | (1,5 km Schwimmen, 75 km Radfahren und 15 km Laufen) |
| 20. Nov. 2016 | 1    | Laguna Phuket Triathlon                          | Phuket            | 02:19:13 | |
| 22. Nov. 2015 | 1    | Laguna Phuket Triathlon                          | Phuket            | 02:30:14 | 1,8 km Schwimmen, 55 km Radfahren und 12 km Laufen |
| 1. Aug. 2015  | 1    | Frankfurt-City-Triathlon                         | Frankfurt am Main | 01:54:56 | |
| 20. Juni 2010 | 1    | Erdinger Stadttriathlon                          | Erding            | 01:55:47 | Sieg vor Michael Göhner (1,5 km Schwimmen, 44 km Radfahren und 10 km Laufen)                                                                                        |
| 20. Juni 2009 | 5    | DTU Deutsche Meisterschaft Triathlon Kurzdistanz | Schliersee        | 02:01:24 | Vizemeistertitel bei der Deutschen Meisterschaft im Triathlon über die olympische Distanz (1,5 km Schwimmen, 40 km Radfahren und 10 km Laufen) beim Alpen-Triathlon |
| 28. Aug. 2005 | 1    | ETU Triathlon European Cup                       | Genf              | 02:02:53 | |
| 23. Juli 2005 | 1    | Alpen-Triathlon                                  | Schliersee        | 01:59:28 | Sieger mit neuem Streckenrekord |

| Datum/Jahr    | Rang | Wettbewerb                          | Austragungsort   | Zeit     | Bemerkung |
| ------------- | ---- | ----------------------------------- | ---------------- | -------- | --- |
| 21. Apr. 2024 | 51   | Ironman 70.3 Valencia               | Valencia         | 03:57:44 | bei der Erstaustragung |
| 9. Mai 2021   | 13   | Challenge Riccione                  | Riccione         | 04:03:57 | |
| 26. Jan. 2020 | 6    | Ironman 70.3 South Africa           | East London      | 04:11:32 | |
| 16. Feb. 2019 | 1    | Tweed Coast Enduro                  | Pottsville Beach | 03:58:41 | Sieger in New South Wales (1,9 km Schwimmen, 90 km Radfahren und 21,1 km Laufen) vor den beiden Australiern Luke Woolfe (4:03:49) und Chris Boyle (4:08:36)           |
| 17. Juni 2018 | DNF  | Ironman 70.3 European Championships | Helsingør        | –        | Ironman 70.3 European Championships beim Ironman 70.3 Elsinore; Rennabbruch nach der Raddistanz                                                                       |
| 3. Juni 2018  | 7    | Challenge – The Championship        | Šamorín          | 03:51:17 | Challenge World Championships; hinter Lionel Sanders |
| 25. Juni 2017 | 1    | Chiemsee Triathlon                  | Chiemsee         | 03:39:44 | [ 17 ] |
| 18. Juni 2017 | 1    | Ironman 70.3 Elsinore               | Helsingør        | 03:42:52 | zum dritten Mal Sieger der Ironman 70.3 European Championships |
| 12. März 2017 | 4    | Ironman 70.3 Subic Bay Philippines  | Philippinen      | 03:51:17 | Zeitstrafe beim Radfahren wurde nach dem Rennen wieder zurückgenommen                                                                                                 |
| 23. Okt. 2016 | 4    | Ironman 70.3 Miami                  | Miami            | 03:46:32 | |
| 7. Mai 2016   | 8    | Ironman 70.3 St. George             | St. George       | 03:57:57 | US-Championships |
| 29. Nov. 2015 | DNF  | Challenge Laguna Phuket             | Phuket           | –        | Rennen beim Radfahren beendet |
| 25. Okt. 2015 | 1    | Ironman 70.3 Miami                  | Miami            | 03:43:23 | erfolgreiche Titelverteidigung |
| 13. Sep. 2015 | 1    | Ironman 70.3 Rügen                  | Binz             |          | erfolgreiche Titelverteidigung |
| 30. Aug. 2015 | 5    | Ironman 70.3 World Championship     | Zell am See      | 03:56:34 | |
| 21. Juni 2015 | 2    | Challenge Heilbronn                 | Heilbronn        | 03:59:06 | auf der Mitteldistanz |
| 8. Juni 2015  | 1    | Linz-Triathlon                      | Linz             | 03:58:10 | mit neuem Streckenrekord bei der elften Austragung (1,9 km Schwimmen, 90 km Radfahren und 21,1 km Laufen)                                                             |
| 9. Mai 2015   | 165  | Ironman 70.3 Mallorca               | Alcúdia          | 04:48:29 | trotz Radpanne das Rennen beendet |
| 27. Feb. 2015 | 3    | Challenge Dubai                     | Dubai            | 03:46:49 | Als Zweiter im Ziel hinter Terenzo Bozzone erhielt Raelert später eine Zeitstrafe.                                                                                    |
| 6. Dez. 2014  | 1    | Challenge Bahrain                   | Bahrain          | 03:36:04 | Sieger bei der Erstaustragung |
| 16. Nov. 2014 | 1    | Ironman 70.3 Ballarat               | Ballarat         | 03:48:33 | Sieger bei der Erstaustragung |
| 9. Nov. 2014  | 1    | Ironman 70.3 Mandurah               | Mandurah         | 03:35:55 | |
| 26. Okt. 2014 | 1    | Ironman 70.3 Miami                  | Miami            | 03:43:38 | [ 22 ] |
| 14. Sep. 2014 | 1    | Ironman 70.3 Rügen                  | Binz             | 03:53:10 | Sieger bei der Erstaustragung – das Rennen wurde witterungsbedingt ohne die Schwimmdistanz als Duathlon ausgetragen (5 km Laufen, 90 km Radfahren und 21,1 km Laufen) |
| 31. Aug. 2014 | 3    | Challenge Walchsee-Kaiserwinkl      | Walchsee         | 03:52:18 | |
| 16. Juni 2013 | 1    | Ironman 70.3 Berlin                 | Berlin           | 03:46:56 | Sieger bei der Erstaustragung in Berlin |
| 9. Sep. 2012  | 8    | Ironman 70.3 World Championship     | Las Vegas        | 04:03:11 | |
| 12. Aug. 2012 | 1    | Ironman 70.3 Germany                | Wiesbaden        | 04:03:58 | Sieger bei der Ironman 70.3 European Championship |
| 3. Juni 2012  | 1    | Ironman 70.3 Switzerland            | Rapperswil-Jona  | 03:44:13 | Neuer Streckenrekord |
| 12. Mai 2012  | 1    | Ironman 70.3 Mallorca               | Alcudia          | 03:57:08 | |
| 1. Apr. 2012  | 4    | Ironman 70.3 Texas                  | Galveston Island | 03:50:08 | |
| 4. Dez. 2011  | 1    | Ironman 70.3 Asia Pacific           | Phuket           | 03:51:36 | |
| 30. Okt. 2011 | 2    | Ironman 70.3 Miami                  | Miami            | 03:48:01 | Zweiter hinter Sebastian Kienle und vor dem Briten Matthew Reed. |
| 23. Okt. 2011 | 1    | Ironman 70.3 Austin                 | Austin           | 03:47:48 | |
| 13. Nov. 2010 | 1    | Ironman 70.3 World Championships    | Clearwater       | 03:41:19 | |
| 2. Okt. 2010  | 1    | Scott Tinley Half Ironman           | Kalifornien      | 03:25:24 | [ 27 ] |
| 15. Aug. 2010 | 1    | Ironman 70.3 Germany                | Wiesbaden        | 04:03:47 | Sieg mit neuem Streckenrekord |
| 6. Juni 2010  | 1    | Ironman 70.3 Switzerland            | Rapperswil-Jona  | 03:47:47 | [ 29 ] |
| 1. Mai 2010   | 1    | Wildflower Triathlon                | Lake San Antonio | 03:55:57 | 1,9 km Schwimmen, 90 km Radfahren und 21,1 km Laufen |
| 27. März 2010 | 1    | Ironman 70.3 California             | Oceanside        | 03:58:27 | |
| 14. Nov. 2009 | 1    | Ironman 70.3 World Championships    | Clearwater       | 03:34:04 | Sieg mit neuem Streckenrekord |
| 16. Aug. 2009 | 2    | Ironman 70.3 Germany                | Wiesbaden        | 04:05:25 | zweiter Rang beim ersten Start auf der Ironman-70.3-Strecke hinter Sebastian Kienle                                                                                   |

| Datum/Jahr    | Rang | Wettbewerb                                      | Austragungsort    | Zeit     | Bemerkung |
| ------------- | ---- | ----------------------------------------------- | ----------------- | -------- | --- |
| 4. Juni 2023  | DNF  | Ironman Hamburg                                 | Hamburg           | –        | |
| 3. Apr. 2022  | DNF  | Ironman South Africa                            | Port Elizabeth    | –        | |
| 29. Juli 2018 | 76   | Ironman Hamburg                                 | Hamburg           | 08:35:19 | |
| 9. Juli 2017  | DNF  | Ironman Germany                                 | Frankfurt am Main | –        | Ironman European Championships; Rennabbruch auf der Radstrecke                                                      |
| 17. Juni 2012 | 2    | Ironman Regensburg                              | Regensburg        | 08:18:53 | Bei seinem ersten Start auf der Ironman-Distanz wurde Michael Raelert Zweiter – hinter dem Luxemburger Dirk Bockel. |
| 5. Nov. 2011  | 6    | ITU Long Distance Triathlon World Championships | Henderson         | 05:11:41 | Weltmeisterschaft auf der Langdistanz                                                                               |

| Datum/Jahr    | Rang | Wettbewerb              | Austragungsort | Zeit  | Bemerkung                                |
| ------------- | ---- | ----------------------- | -------------- | ----- | ---------------------------------------- |
| 31. Dez. 2011 | 2    | Rostocker Silvesterlauf | Rostock        | 35:08 | Zweiter hinter Sebastian Rank über 11 km |